# Betty Boo
Alison Moira Clarkson  (Kensington (Londen), 6 maart 1970), beter bekend onder haar artiestennaam Betty Boo, is een Britse zangeres, componist en rap-artiest. Eind jaren 80 en begin jaren 90 scoorde ze enkele internationale hits.

## Carrière
Clarkson studeerde geluidstechniek aan de Holloway School of Audio Engineering. Aanvankelijk was haar artiestennaam Betty Boop vanwege haar uiterlijke gelijkenis met dit tekenfilmfiguur, maar om problemen met handelsmerken te voorkomen veranderde ze haar artiestennaam in Betty Boo. 
Nog tijdens haar schooltijd begon Betty Boo met haar muzikale carrière. Ze tekende bij het Britse platenlabel Music of Life met de hip-hop groep She Rockers. Dit succes bracht haar naar New York, waar ze samenwerkte met Public Enemy. Zij moedigden haar aan een solocarrière te beginnen. Haar grote doorbraak was in 1989, toen ze als gastvocalist verscheen op de single  "Hey DJ – I Can't Dance (To That Music You're Playing)" van The Beatmasters. Haar eerste solosingle  Doin' The Do, afkomstig van haar debuutalbum Boomania, werd een grote hit en verkocht wereldwijd meer dan 200.000 exemplaren. Haar tweede single Where Are You Baby? werd internationaal gezien zelfs een nog grotere hit. Bij de BRIT Awards ceremony van 1991 won Betty Boo de prijs voor de Best British Breakthrough Act.
Haar carrière kreeg een terugslag toen bij een tournee in Australië ontdekt werd dat Betty Boo niet live zong maar playbackte. Betty Boo ontvluchtte het podium, en annuleerde de rest van haar tournee, officieel vanwege koorts en griepklachten.
In 1992 tekende Betty Boo een nieuwe platendeal, dit keer bij Warner Music Group. Haar tweede album, GRRR! It's Betty Boo verkocht echter zeer teleurstellend. Betty Boo sloeg een aanbod voor een platendeal bij het label Maverick Records van Madonna af en bracht in 1999 nog een compilatiealbum uit. Dit album was een remake van Boomanie aangevuld met enkele remixes, en verkocht ook matig. 

## Discografie

### Albums
| Album met eventuele hitnotering(en) in de Nederlandse Album Top 100 | Datum van verschijnen | Datum van binnenkomst | Hoogste positie | Aantal weken | Opmerkingen         |
| ------------------------------------------------------------------- | --------------------- | --------------------- | --------------- | ------------ | ------------------- |
| Boomania                                                            | 1990                  | 1990                  | 88              | -            | GB: Platium behaald |
| GRRR! It's Betty Boo                                                | 1992                  | 1992                  | -               | -            |                     |
| Doin' the Do: The Best of Betty Boo                                 | 1999                  | 1999                  | -               | -            |                     |

### Singles
| Single met eventuele hitnotering(en) in de Nederlandse Top 40 | Datum van verschijnen | Datum van binnenkomst | Hoogste positie | Aantal weken | Opmerkingen                  |
| ------------------------------------------------------------- | --------------------- | --------------------- | --------------- | ------------ | ---------------------------- |
| Hey DJ/I Can't Dance to That Music You're Playing/ Ska Train  | 1989                  | 02-09-1989            | 16              | 7            | The Beatmasters ft Betty Boo |
| Doin' The Do                                                  | 1990                  | 11-11-1990            | 7               | 7            |                              |
| Where Are You Baby?                                           | 1990                  | 26-01-1991            | 23              | 5            |                              |

- Biblioteca Nacional de España: XX900881
- Bibliothèque nationale de France: cb139428626 (data)
- Gemeinsame Normdatei: 134685695
- International Standard Name Identifier: 0000 0003 7204 4136
- Library of Congress Control Number: no2012019153
- MusicBrainz: b00ad5ac-6169-45cb-9a58-59eaed1d6e69
- Nationale Bibliotheek van Tsjechië: xx0149782
- Nederlandse Thesaurus van Auteursnamen: 09642396X
- Virtual International Authority File: 266279606
- WorldCat: E39PCjtgWRG9rYb8FrQCrhbtyq